# Діскаверер-25
Діскаверер-25 (англ. Discoverer 25 — відкривач), інші назви КейЕйч-2 5 (англ. KH-2 5), КейЕйч-2 9017 (англ. KH-2 9017), Корона 9017 (англ. CORONA 9017) — п'ятий американський розвідувальний супутник серії КейЕйч-2 (англ. KH-2, Key Hole — замкова шпарина), що запускались за програмою Корона.
Космічний апарат мав чорно-білу панорамну фотокамеру з низькою роздільною здатністю і спускну капсулу для повернення відзнятої плівки. Апарат мав випробувати зміни в конструкції і бути стабільною платформою для різних космічних експериментів. Офіційно супутник виконував науково-дослідний політ. Наукове обладнання мало вимірювати космічну радіацію, атмосферний тиск і зіткнення мікроастероїдів.
У капсулі розміщувались зразки рідкісноземельних і звичайних металів для вивчення впливу космічної радіації на різні матеріали.

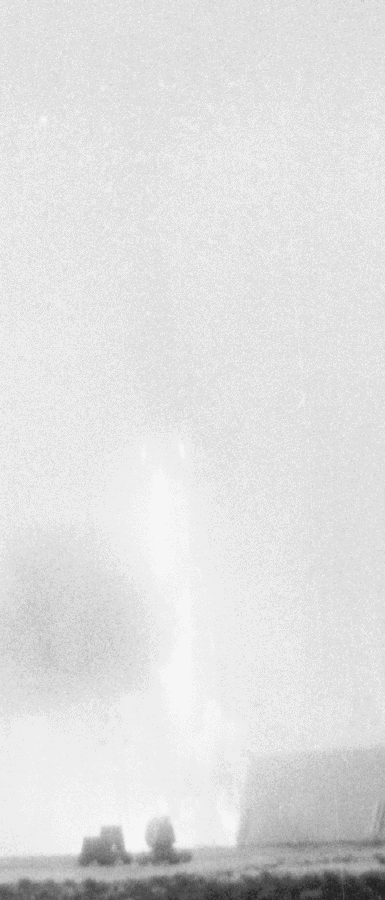
Запуск ракети-носія Тор-Аджена-Бі з Діскаверером-25

## Опис
Апарат у формі циліндра довжиною приблизно 6 м і діаметром 1,5 м було змонтовано у верхній частині ступеня Аджена-Бі. Апарат мав панорамну фотокамеру з низькою роздільною здатністю (9 м) і з фокусною відстанню 61 см, телеметричну систему, плівковий магнітофон, приймачі наземних команд, сканер горизонту. Зображення записувались на плівку шириною 70 мм. Живлення забезпечували нікель-кадмієві акумулятори. Орієнтація апарата здійснювалась газовими двигунами на азоті.
У верхній частині апарата розташовувалась капсула ЕсЕрВі-510 (англ. SRV-510) діаметром 84 см довжиною 69 см. Капсула мала відсік для відзнятої фотоплівки, відсік для експериментального обладнання, парашут, радіомаяк, твердопаливний гальмівний двигун. Капсулу мав упіймати спеціально обладнаний літак під час спуску на парашуті, у випадку невдачі капсула могла недовго плавати на поверхні океану, після чого тонула, щоб уникнути потрапляння секретного вмісту до ворожих рук.

## Політ
16 червня 1961 року о 23:02 UTC ракетою-носієм Тор-Аджена-Бі з бази Ванденберг було запущено Діскаверер-25.
18 червня 1961 року після 23 обертів через 2,1 доби після запуску відокремилась капсула ЕсЕрВі-510 і успішно була піднята з води того ж дня.
Діскаверер-25 зійшов з орбіти і згорів в атмосфері Землі 12 липня 1961 року.